# Tanzániai labdarúgó-bajnokság (első osztály)
Az 1965-ben alapított Premier League, szuahéli nyelven Ligi Kuu Bara, a tanzániai labdarúgó-bajnokság első osztálya és legmagasabb divíziója.

## A 2014-2015-ös bajnokság csapatai
| Klub            | Város         | Alapítva |
| --------------- | ------------- | -------- |
| Azam            | Dar es-Salaam | 2007     |
| Coastal Union   | Tanga         | 1948     |
| Kagera Sugar    | Bukoba        |          |
| Mbeya City      | Mbeya         | 2011     |
| Mgambo          | Tanga         |          |
| Mtibwa Sugar    | Turiani       | 1988     |
| Ndanda          | Masasi        |          |
| Polisi Morogoro | Morogoro      |          |
| Prisons         | Mbeya         |          |
| Ruvu Shooting   | Mlandizi      |          |
| Ruvu Stars      | Dodoma        |          |
| Simba           | Dar es-Salaam | 1936     |
| Stand United    | Dar es-Salaam |          |
| Young Africans  | Dar es-Salaam | 1935     |

## Bajnokcsapatok
| - 1965 : Sunderland (Dar es-Salaam) - 1966 : Sunderland (Dar es-Salaam) - 1967 : Cosmopolitans (Dar es-Salaam) - 1968 : Young Africans (Dar es-Salaam) - 1969 : Young Africans (Dar es-Salaam) - 1970 : Young Africans (Dar es-Salaam) - 1971 : Young Africans (Dar es-Salaam) - 1972 : Simba (Dar es-Salaam) - 1973 : Simba (Dar es-Salaam) - 1974 : Young Africans (Dar es-Salaam) - 1975 : Mseto Sports (Dar es-Salaam) - 1976 : Simba (Dar es-Salaam) - 1977 : Simba (Dar es-Salaam) - 1978 : Simba (Dar es-Salaam) - 1979 : Simba (Dar es-Salaam) - 1980 : Simba (Dar es-Salaam) - 1981 : Young Africans (Dar es-Salaam) | - 1982 : Pan African (Dar es-Salaam) - 1983 : Young Africans (Dar es-Salaam) - 1984 : KMKM (Zanzibar) - 1985 : Maji Maji (Songea) - 1986 : Maji Maji (Songea) - 1987 : Young Africans (Dar es-Salaam) - 1988 : Coastal Union (Tanga) - 1989 : Malindi (Zanzibar) - 1990 : Pamba (Shinyanga) - 1991 : Young Africans (Dar es-Salaam) - 1992 : Malindi (Zanzibar) - 1993 : Simba (Dar es-Salaam) - 1994 : Simba (Dar es-Salaam) - 1995 : Simba (Dar es-Salaam) - 1996 : Young Africans (Dar es-Salaam) - 1997 : Young Africans (Dar es-Salaam) - 1998 : Maji Maji (Songea) | - 1999 : Prisons (Mbeya) - 2000 : Young Africans (Dar es-Salaam) - 2001 : Simba (Dar es-Salaam) - 2002 : Simba (Dar es-Salaam) - 2003 : Young Africans (Dar es-Salaam) - 2004 : Simba (Dar es-Salaam) - 2005 : Young Africans (Dar es-Salaam) - 2006 : Young Africans (Dar es-Salaam) - 2007 : Simba (Dar es-Salaam) - 2008 : Young Africans (Dar es-Salaam) - 2009 : Young Africans (Dar es-Salaam) - 2010 : Simba (Dar es-Salaam) - 2011 : Young Africans (Dar es-Salaam) - 2012 : Simba (Dar es-Salaam) - 2013 : Young Africans (Dar es-Salaam) - 2014 : Azam (Dar es-Salaam) - 2015 : Young Africans (Dar es-Salaam) |

## Örökmérleg
| Klubcsapat           | Aranyérmes |
| -------------------- | ---------- |
| Young Africans       | 20         |
| Simba (+ Sunderland) | 18         |
| Maji Maji            | 3          |
| Malindi              | 2          |
| Pan African          | 2          |
| Azam                 | 1          |
| Coastal Union        | 1          |
| Cosmopolitans        | 1          |
| KMKM                 | 1          |
| Mseto Sports         | 1          |
| Pamba                | 1          |
| Prisons              | 1          |

## Gólkirály
| Szezon  |          | Gólkirály       | Csapat       | Találatok |
| 2007/08 | tanzánia | Michael Katende | Kagera Sugar |           |